# Dick Turpin (Comics)
Pour les articles homonymes, voir Turpin.
Dick Turpin est l’un des personnages récurrents de la revue Thriller Comics que l’on retrouve dans 24 numéros de 1951 à 1958, c’est-à-dire 10 % de la collection à cette époque.

## Le personnage
À l’instar d’un Cartouche ou d’un Mandrin en France, Dick Turpin est au Royaume-Uni le symbole du voleur au grand cœur. Mais alors que les deux Français cités étaient devenus les chefs de véritables petites armées, l’Anglais n’était si l’on peut dire qu’un astucieux bandit de grand chemin. Il terminera tout de même pendu, officiellement pour vol de chevaux, alors qu’il n’avait pas 35 ans.

Nul doute que le personnage historique n’avait ni la grâce, ni l’élégance que la légende vont lui prêter par la suite. Cette popularité ne pouvait être ignorée par les éditeurs de bandes dessinées et plus particulièrement par Amalgamated Press.

## Amalgamated Press
Amalgamated Press, devenue en 1959 Fleetway Publications, puis International Publications Corporation (IPC) en 2002, était l’une des plus importantes et plus anciennes maisons d’éditions britanniques avec plusieurs revues de bandes dessinées comme Comic Cuts (1890-1953 soit 3006 numéros), The Magnet (1908-1940 soit 1683 numéros) ou encore Knockout (1939-1963 soit 1251 numéros).

À l’issue de la Seconde Guerre Mondiale, le rationnement de papier en Grande-Bretagne amena l’éditeur à lancer des filiales à l’étranger, en Australie notamment, et à réfléchir à d’autres formats possibles. Ceci aboutit aux revues de poche de 64 pages que furent Cowboy Comics (1950-1962 soit 468 numéros), Thriller Comics (1951-1963 soit 450 numéros) et Super Detective Library (1953-1957 soit 115 numéros).

C’était résolument un nouveau concept dans la mesure où les revues de comics britanniques brassaient dans chaque numéro plusieurs héros, dans des histoires à suivre et sur un format quasiment identiques aux revues franco-belges comme Tintin ou Spirou.
Cette fois ci la revue offrait des récits complets dédiés à des héros tournants à chaque livraison et dans un format de poche à raison de deux à trois cases par planche. Parmi ces différents héros, ceux de cape et d’épée (Heroes of Sword and Pistol Outre-Manche) : Les Trois Mousquetaires, diverses bandes de pirates, L' Affaire du Courrier de Lyon, Lorna Doone, Guy Fawkes, Kenilworth, Claude Duval, etc.

Dans cette galerie de personnages hauts en couleur, LE bandit de grand chemin à la sauce anglaise : Dick Turpin. Mais rien à voir avec le personnage historique. Ce Dick Turpin-là est un bretteur émérite et chevaleresque, un véritable Robin des Bois, alors que le hors-la-loi qui lui a servi de modèle était un vrai bandit plutôt brutal.
Durant les 7 années de présence de Turpin dans la revue, celui-ci sera avec Robin des Bois l’un des héros les plus réguliers mais il finira par céder la place à de nouvelles figures comme Battler Britton, Spy 13, Daring of the Mounties, etc.

## Publications

### #2 (novembre 1951)
Couverture : Geoff Campion
1.	Dick Turpin’s Ride to York
Reprise de Knockout (#490 du 17/07/48 au #498 du 11/09/48). Dessins de D. C. Eyles et scénario de Leonard Matthews
2.	Dick Turpin & the Goldsmith’s Daughter (Dessins : Stephen Chapman)
3.	Dick Turpin to the Rescue (Dessins : Colin Merrett)

### #8 (février 1952)
Couverture : Geoff Campion
4.	The Fake Dick Turpin (Dessins : Colin Merrett)
5.	Dick Turpin & the Turk of Calzedo (Dessins : Stephen Chapman)
6.	Dick Turpin & the Rogue’s Roundup (Dessins : Graham Coton)

### #9 (mars 1952)
Couverture : D. C. Eyles
7.	Hunted on the Highway (Dessins : H. M. Brock / Scénario : Leonard Matthews)
Reprise de l’épisode paru dans Knockout du #564 (17/12/1949) au #584 (06/05/1950) sous le titre de Breed of the Brudenels.

### #22 (septembre 1952)
Couverture : James E. McConnell
8.	King of the Road (Dessins : H. M. Brock)
9.	Dick Turpin & the Buried Treasure (Dessins : Stephen Chapman)
10.	Dick Turpin & the Masked Marvel (Dessins : Stephen Chapman).

### #85 (avril 1955)
Couverture : Eric R. Parker
11.	For Justice and the Right (Dessins : C. L. Doughty / Scénario : Leonard Matthews)

### #92 (juillet 1955)
Couverture : D. C. Eyles
12.	Dick Turpin & the Lost Heir (Dessins : C. L. Doughty / Scénario : Joan Whitford)

### #101 (octobre 1955)
Couverture : D. C. Eyles
13.	Dick Turpin and the Secrets of Wolf Castle (Dessins : C. L. Doughty)

### #117 (février 1956)
Couverture H. M. Brock. Cette couverture était prévue au départ pour The High Toby. Elle fut remaniée par D. C. Eyles pour l’adapter au personnage de Dick Turpin.
14.	Dick Turpin and the Phantom of the Highway (Dessins : Hugh McNeill / Scénario Michael Butterworth)
Reprise de l’épisode paru dans Sun du #205 (10/01/1953) au #215 (21/03/1953)

### #121 (mars 1956)
Couverture D. C. Eyles
15.	Dick Turpin and the Seven Stars (Dessins : C. L. Doughty)

### #128 (mai 1956)
Couverture D. C. Eyles
16.	Dick Turpin and the Vultures of the Road (Dessins : Fred Holmes / Scénario : Joan Whitford sous le pseudonyme de Barry Ford)

### #137 (août 1956)
Couverture de D. C. Eyles titrée Dick Turpin, King of the Highway
17.	Dick Turpin and the Fighting Irishman (Dessins : C. L. Doughty / Scénario : Leonard Matthews)
18.	On Trail of Justice (Dessins : Fred Holmes)

### #141 (septembre 1956)
Couverture de D. C. Eyles titrée The Daring of Dick Turpin
19.	Dick Turpin and the Five Aces (Dessins : C. L. Doughty)
20.	Dick Turpin and the Kidnapped Duke (Dessins : Lino Jena)

### #149 (septembre 1956)
Couverture de D. C. Eyles
21.	Dick Turpin and the Double Face Foe (Dessins : Ruggero Giovanni)

### #153 (septembre 1956)
Couverture de D. C. Eyles
22.	Dick Turpin and the Riot at the Red Robin Inn (Dessins : C. L. Doughty)
23.	Dick Turpin and the Fatal Shot (Dessins : C. L. Doughty)

### #161 (février 1957)
Couverture de D. C. Eyles
24.	Dick Turpin in the Smuggler’s Grip (Dessins : Leone Cimpellin / Scénario : Joan Whitford sous le pseudonyme de Barry Ford)

### #169 (avril 1957)
Couverture de Septimus Edwin Scott
25.	Dick Turpin of the King's Highway (Dessins : Mario Uggeri et Virgilio Muzzi / Scénario : Joan Whitford sous le pseudonyme de Barry Ford)

### #177 (juin 1957)
Couverture de Septimus Edwin Scott
26.	Dick Turpin and the Man in the Blue Mask (Dessins : C. L. Doughty / Scénario : Joan Whitford sous le pseudonyme de Barry Ford)

### #185 (août 1957)
Couverture de Septimus Edwin Scott
27.	Dick Turpin and the Secret of the Oxford Student (Dessins : C. L. Doughty / Scénario : V. A. L. Holding)
28.	Dick Turpin & the Well of Darkness (Dessins : Arthur Horowicz / Scénario : V. A. L. Holding)

### #189 (août 1957)
Couverture de D. C. Eyles
29.	Dick Turpin and the Followers of the Fang (Dessins : C. L. Doughty / Scénario : V. A. L. Holding)

### #199 (décembre 1957)
30.	Dick Turpin and Leather Face, the Wrecker Chief (Dessins : C. L. Doughty / Scénario : Joan Whitford sous le pseudonyme de Barry Ford)

### #223 (mai 1958)
Couverture de Stephen Chapman
31.	Dick Turpin and the Miser Highwayman (Dessins : C. L. Doughty / Scénario : Joan Whitford sous le pseudonyme de Barry Ford)

### #231 (juillet 1958)
Couverture de John Millar Watt
32.	Dick Turpin and the Outlaw Prince (Dessins : ? / Scénario : Joan Whitford sous le pseudonyme de Barry Ford)

### #239 (septembre 1958)
Couverture de John Millar Watt
33.	Dick Turpin and Creepy Crawley (Dessins : Hugh McNeill , / Scénario : Michael Butterworth)
Reprise de l’épisode paru dans Sun du #252 (05/12/1953) au #264 (27/03/1954)

### #247 (novembre 1958)
Couverture de John Millar Watt
34.	Dick Turpin in Terror Keep (Dessins : Hugh McNeill / Scénario : Michael Butterworth)
Reprise de l’épisode paru dans Sun du #243 (03/10/1953) au #251 (28/11/1953)